# (14436) Morishita
(14436) Morishita est un astéroïde de la ceinture principale.

## Description
(14436) Morishita est un astéroïde de la ceinture principale. Il fut découvert le 23 mars 1992 à Kitami par Kin Endate et Kazuro Watanabe. Il présente une orbite caractérisée par un demi-grand axe de 2,57 UA, une excentricité de 0,22 et une inclinaison de 1,9° par rapport à l'écliptique.

## Compléments